# Maximilian Artajo
Maximilian Artajo (* 28. Januar 1993 in Berlin) ist ein deutscher Synchronsprecher, Schauspieler sowie Hörspiel- und Hörbuchsprecher.
Er ist der Sohn der Theater-Regisseurin und Synchronsprecherin Iris Artajo und der Bruder von Nicolás Artajo. Er ist auch unter dem Namen Maximilian Kwasniewski-Artajo bekannt.

## Auszeichnungen
Im Jahr 2002 wurde Maximilian Artajo mit dem „Deutschen Preis für Synchron“ für „herausragende Nachwuchsleistung“ in Der kleine Eisbär ausgezeichnet.

## Sprechrollen in Filmen (Auswahl)
- 2001: Der kleine Eisbär … als Robby
- 2001: Charlie und das Rentier (Prancer Returns) … als Charlie Holton
- 2001: Max Keebles großer Plan – Alex D. Linz ... als Max Keeble
- 2002: Spurwechsel (Changing Lanes) – Cole Hawkins … als Danny Gipson
- 2003: Popstar auf Umwegen (The Lizzie McGuire Movie) – Jake Thomas … als Matt McGuire
- 2004: Ein Kater macht Theater (The Cat in the Hat) – Spencer Breslin … als Conrad
- 2004: Augustus – Mein Vater der Kaiser (Imperium – Augustus) … als Gaius
- 2004: Lauras Stern … als Max
- 2004: Thunderbirds – Alex Barringer … als Gereiztes Kind
- 2004: Die Brady Familie im Weißen Haus (The Brady Bunch In The White House, Fernsehfilm) – Max Morrow … als Bobby Brady
- 2004: Mission 3D (Spy Kids 3-D: Game Over) – Ryan Pinkston … als Arnold
- 2005: The Ring 2 – David Dorfman … als Aidan
- 2005: Charlie und die Schokoladenfabrik (Charlie and the Chocolate Factory) – Jordan Fry … als Mike Teavee
- 2005: Amityville Horror – Eine wahre Geschichte – Jesse James … als Billy Lutz
- 2005: Der kleine Eisbär 2 – Die geheimnisvolle Insel … als Lars
- 2005: Sind wir schon da? (Are We There Yet?) – Philip Daniel Bolden … als Kevin Kingston
- 2005: Mean Creek – Rory Culkin … als Sam Merric
- 2005: Ray … als junger Ray
- 2006: Running Scared – Cameron Bright … als Oleg Yugorvsky
- 2006: Monster House … als DJ
- 2006: Mord im Pfarrhaus (Keeping Mum) … als Petey Goodfellow
- 2010: Lymelife – Rory Culkin … als Scott Bartlett
- 2011: Arrietty – Die wundersame Welt der Borger … als Sho
- 2011: Krieg der Knöpfe – Jean Texier … als Lebrac
- 2012: Um Bank und Kragen – Jules Sadoughi … als Antoine Deville
- 2012: 21 Jump Street – Dax Flame … als Zack
- 2012: In ihrem Haus – Ernst Umhauer … als Claude Garcia
- 2014: Boyhood – Sinjin Venegas… als Chase
- 2014: Wild Tales – Jeder dreht mal durch! – Alan Daicz … als Santiago
- 2014: Lost River – Iain De Caestecker… als Bones
- 2015: Ich und Earl und das Mädchen – Thomas Mann ... als Greg Gaines
- 2018: Lost Song – als Henry
- 2018: The Kissing Booth – Joel Courtney … als Lee Flynn
- 2019: Good Boys – Josh Caras als Benji
- 2019: Le Mans 66 – Gegen jede Chance – Jack McMullen als Charlie Agapiou
- 2020: Miraculous New York … als Adrien Agreste/Cat Noir
- 2020: The Kissing Booth 2 – Joel Courtney … als Lee Flynn
- 2020: Ein Fremder am Strand - Yoshitsugu Matsuoka … als Mio Chibana
- 2021: Miraculous Shanghai … als Adrien Agreste/Cat Noir
- 2021: The Kissing Booth 3 – Joel Courtney … als Lee Flynn
- 2021: Free! the Final Stroke - the Second Volume – Kouki Uchiyama … als Ikuya Kirishima
- 2023: Miraculous: Ladybug & Cat Noir – Der Film - Benjamin Bollen als Adrien Agreste / Cat Noir (Sprache)
- 2023: Black Clover: Sword of the Wizard King - Gakuto Kajiwara als Asta
- 2024: Miraculous World Paris: Geschichten von Shadybug und Claw Noir - Bryce Papenbrook als Adrien/Cat Noir/Claw Noir
- 2024: Miraculous World: London - Am Rande der Zeit - Bryce Papenbrook als Adrien / Cat Noir

## Sprechrollen in Serien (Auswahl)
- 2002–2004: Lizzie McGuire – Jake Thomas … als Matt McGuire
- 2006–2008: Neds ultimativer Schulwahnsinn (Ned’s Declassified School Survival Guide) – Tylor Chase … als Martin Qwerly
- 2007: Stargate – Kommando SG-1 (Stargate SG-1, Folgen 9.10 & 9.11) – Cameron Bright … als Orlin
- 2007–2010: Alles Betty! (Ugly Betty) – Mark Indelicato … als Justin Suarez
- 2009: Glücksbärchis (The Care Bears) – … als Sonnenscheinbärchi
- 2011: Hey, Gio! (Chiamatemi Giò) … als Alessandro ‘Ale’ Facchetti
- 2011: Highschool Halleluja – Dylan Everett … als Carl Montclaire
- 2011: Skins – Jesse Carere … als Chris Collins
- 2011–2012: Taras Welten (United States of Tara) – Keir Gilchrist … als Marshall Gregson
- 2011–2015: Degrassi: The Next Generation – Samuel Earle … als K.C. Guthrie
- 2012–2014: Supernatural – Osric Chau … als Kevin Tran
- 2013: Allein unter Jungs – Nathan McLeod … als Gabe Foster
- 2013–2015: Violetta – Pablo Espinosa … als Tomás Heredia
- 2013–2016: Devious Maids – Gideon Glick … als Ty McKay
- 2013–2018: The Fosters – Alex Saxon … als Wyatt
- 2014–2015: Emma, einfach magisch! – Tyler Alvarez … als Diego Rueda
- 2014–2016: Awkward – Mein sogenanntes Leben – Evan Crooks … als Theo
- 2014: Die Thundermans … als Lionel
- 2014: Aldnoah.Zero … als Inaho Kaizuka
- 2014–2015: Shigatsu wa Kimi no Uso – Sekunden in Moll – Yūki Kaji … als Takeshi Aiza
- 2015–2016: Assassination Classroom – Yoshiyuki Shimozuma … als Taisei Yoshida
- 2015–2020: Vikings - Edvin Endre als Erlendur
- seit 2016: Miraculous – Geschichten von Ladybug und Cat Noir … als Adrien Agreste/Cat Noir
- 2017–2018: Soy Luna – Paquale Di Nuzzo .... als Benicio
- 2017–2019: Hunter × Hunter – Noriko Hidaka … als Shalnark
- 2017–2020: Haikyu!! – Takuma Terashima … als Eita Semi
- 2017–2021: Black Clover - Gakuto Kajiwara … als Asta
- 2018: Free! Staffel 3: Free! Dive to the Future – Kouki Uchiyama als Ikuya Kirishima
- 2018: Iroduku: Die Welt in allen Farben – Ayumu Murase … als Chigusa Fukazawa
- 2021: Ginny & Georgia – Felix Mallard … als Marcus
- Seit 2021: Star Wars: Visionen - Neil Patrick Harris als Karre (1 Episode)
- 2023: Junji Ito Maniac: Japanese Tales of the Macabre - Takatsugu Chikamatsu als Eismann
- seit 2023: Ninjago: Aufstieg der Drachen – Deven Mack als Arin

## Hörspiele (Auswahl)
- 2002: Edith Nesbit: Die Kinder von Arden (Edred) – Regie: Robert Schoen (Kinder-Hörspiel – SWR)
- seit 2008: Hui Buh – Neue Welt, u. a. mit Ulrike Stürzbecher, Christoph Maria Herbst und Stefan Krause[4]
- 2009/2010: Wolfgang Hohlbein: Die Wolf-Gäng – Produzent: Oliver Rohrbeck – Kinder-/Jugendhörspiel (6 Folgen)
- 2019: Kelly Oram:Cinder & Ella – Happy End – und dann? - Jugendhörspiel
- 2019: Death Note (Hörspielserie, nach der Mangaserie von Tsugumi Ōba und Takeshi Obata), Lübbe Audio (Download), ISBN 978-3-8387-9298-9
- 2020–2021: Kai Meyer: Sieben Siegel (Audible-Hörspielserie, u. a. mit David Nathan & Luisa Wietzorek)
- 2023: Miraculous Ladybug & Cat Noir - Der Film. Das Original-Hörspiel, Edelkids-Verlag & Audible

## Hörbücher (Auswahl)
- 2011: Jodi Picoult: In den Augen der anderen, Lübbe Audio & BookBeat, ISBN 978-3-7857-4510-6
- 2020: Emma Scott: Light Up the Sky (Beautiful Hearts Duett 2, Audible exklusiv, gemeinsam mit Max Felder und Gabrielle Pietermann)
- 2020: Mary E. Pearson: Chroniken der Hoffnung (gemeinsam mit Nora Jokhosha), Lübbe Audio
- 2021: Sally Green: Kingdoms of Smoke – Teil 3: Brennendes Land (gemeinsam mit Monika Oschek, Dagmar Bittner, Marius Clarén & Wanja Gerick), Der Audio Verlag, ISBN 978-3-7424-1328-4
- 2022: Sabaa Tahir: Das Leuchten hinter dem Sturm, Lübbe Audio/Audible, (Elias & Laia 4, gemeinsam mit Marie Bierstedt, Julia Stoepel, Reinhard Kuhnert & Sabine Arnhold)
- 2024: Pete Johnson: Wie man über Nacht reich und berühmt wird, Hörbuch Hamburg & Audible, ISBN 978-3-8449-3709-1 (Hörbuch-Download)
- 2025: Mary E. Pearson: Dance of Thieves, Lübbe Audio, ISBN 978-3-7540-1744-9 (Die Chroniken der Hoffnung - Teil 1, mit Nora Jokhosha & Robert Frank)
- 2025: Anna Savas: Beneath Broken Skies, Lübbe Audio, ISBN 978-3-96635-454-7 (London is Lonely-Reihe 1, mit Diana Gantner & Nicolás Artajo)